# حاييم ناحمان بياليك
حاييم ناحمان بياليك (9 يناير 1873 - 4 يوليو 1934)، شاييم أو هايم أيضًا، شاعر يهودي كتب أولًا باللغة العبرية ولكن كتب أيضًا باللغة اليديشية. بياليك أحد رواد الشعر العبري الحديث. كان جزءًا من طليعة المفكرين اليهود الذين أعطوا صوتًا لحيوية الحياة الجديدة في الحياة اليهودية. على الرغم من وفاته قبل أن تصبح إسرائيل دولة، أصبح بياليك مُعترفًا به في النهاية كشاعر وطني إسرائيلي.

## سيرة الحياة
وُلد بياليك في إيفنيتسا، محافظة فولهينيان في الإمبراطورية الروسية لإيتسيك يوسف بياليك، عالم ورجل أعمال من جيتومير، وزوجته دينا بريفه. كان لديه شقيق أكبر شفتيل (مواليد عام 1862) وأخت تُسمى شينيا إيديس (مواليد عام 1871)، بالإضافة إلى أخت صغرى تُسمى بليوما (مواليد عام 1875). عندما كان بياليك لا يزال طفلًا، تُوفي والده. في قصائده، جعل بياليك بؤس طفولته رومانسيًا، ووصف سبعة أيتام تركهم والده وراءه - على الرغم من أن كتاب السير الحديثين يعتقدون أن هناك عددًا أقل من الأطفال، بما في ذلك الأشقاء الناضجين الذين لا يحتاجون إلى الدعم. مهما يكن، منذ سن السابعة وما بعدها تربى بياليك في جيتومير على يد جده الأرثوذكسي، يانكل مويش بياليك.
في جيتومير تلقى تعليمًا دينيًا يهوديًا تقليديًا، ولكنه استكشف أيضًا الأدب الأوروبي. في سن الخامسة عشرة، مستوحيًا من مقال قرأه، أقنع جده بإرساله إلى فولوزين يشيفا في ليتوانيا، لدراسة التلمود في معهد يشيفا الشهير على يد الحاخام نفتالي تسفي يهودا برلي، حيث أمِل في مواصلة تعليمه اليهودي مع التوسع في تعليمه ليشمل الأدب الأوروبي أيضًا. انجذب بياليك تدريجيًا إلى حركة التنوير اليهودية (هاسكالا)، وانحرف تدريجيًا عن حياة معهد يشيفا. هناك قصة في سيرة الحاخام حاييم سوليفيتشيك تُشير إلى طالب مجهول اشتُهر بأنه هو. تقول القصة أن الحاخام حاييم، بعد طرد بياليك من معهد يشيفا لتورطه في حركة هاسكالا، رافق بشكل شخصي تلميذه السابق إلى الخارج. عندما سُئل «لماذا؟» رد الحاخام بأنه أمضى الوقت في إقناع بياليك بعدم استخدام مواهبه في الكتابة ضد عالم يشيفا. قصائد مثل: هاماتيد (طالب التلمود) المكتوبة في عام 1898، تعكس ازدواجية بياليك الكبيرة تجاه طريقة الحياة هذه: من ناحية الإعجاب بإخلاص وتفاني طلاب معهد يشيفا في دراستهم، ومن ناحية أخرى، ازدراء عالمهم الضيق.
في سن الثامنة عشرة، غادر إلى أوديسا، مركز الثقافة اليهودية الحديثة في الإمبراطورية الروسية الجنوبية، رسمها هؤلاء النجوم، مثل: مندلي موشر سفوريم وآحاد هعام. في أوديسا، درس بياليك اللغة والأدب الروسي والألماني وحلم بالتسجيل في المعهد اللاهوتي الحاخامي الأرثوذكسي الحديث في برلين. نظرًا لأنه كان وحيدًا ومفلسًا، كسب قوت يومه من خلال تعليم اللغة العبرية. شهد عام 1892 نشر قصيدته الأولى، الهاتزيبور (إلى الطائر)، التي تعبر عن شوق صهيون، في كتيب حرره يهوشوا رافنيتزكي (1859-1944) (متعاون مستقبلي)، الذي سهل طريق بياليك إلى الدوائر الأدبية اليهودية في أوديسا. انضم إلى حركة أحباء صهيون وأصبح صديق آحاد هعام، الذي كان له تأثيرًا كبيرًا على وجهة نظره الصهيونية.

## الوفاة
تُوفي بياليك في فيينا بالنمسا، في 4 يوليو عام 1934، بعد عملية فاشلة في البروستاتا. دُفن في تل أبيب. تبعه موكب حداد كبير من منزله في الشارع الذي سُمي باسمه، إلى مثواه الأخير.

## روابط خارجية
- حاييم ناحمان بياليك على موقع الموسوعة البريطانية (الإنجليزية)
- حاييم ناحمان بياليك على موقع ميوزك برينز (الإنجليزية)
- حاييم ناحمان بياليك على موقع قاعدة بيانات برودواي على الإنترنت (الإنجليزية)
- حاييم ناحمان بياليك على موقع قاعدة بيانات برودواي على الإنترنت (الإنجليزية)
- حاييم ناحمان بياليك على موقع إن إن دي بي (الإنجليزية)
- حاييم ناحمان بياليك على موقع ديسكوغز (الإنجليزية)